# Koheze (fyzika)
Koheze je ve fyzice jedna z veličin popisujících chování látky na fázovém rozhraní. Bývá zaváděna jako práce potřebná na roztržení souvislého sloupce kapaliny o jednotkovém průřezu na dvě části tak, aby se v prostoru mezi nimi vytvořila pára. Tato práce se nazývá kohezní práce, {\displaystyle W_{k}}. Ta je vázána k povrchovému napětí vztahem:
{\displaystyle W_{k}=2\gamma }